# Castillo de Monzón

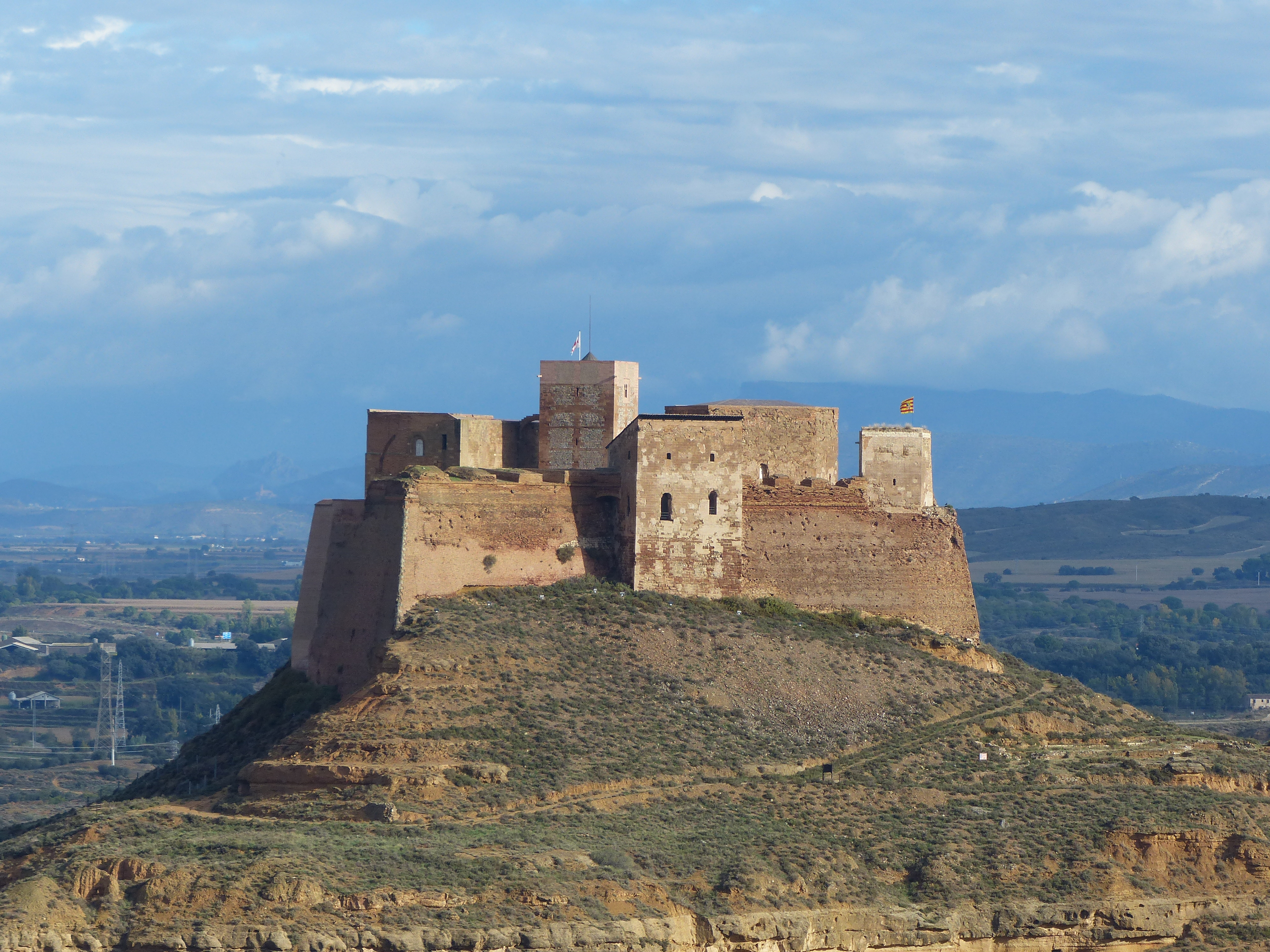
Castillo de Monzón

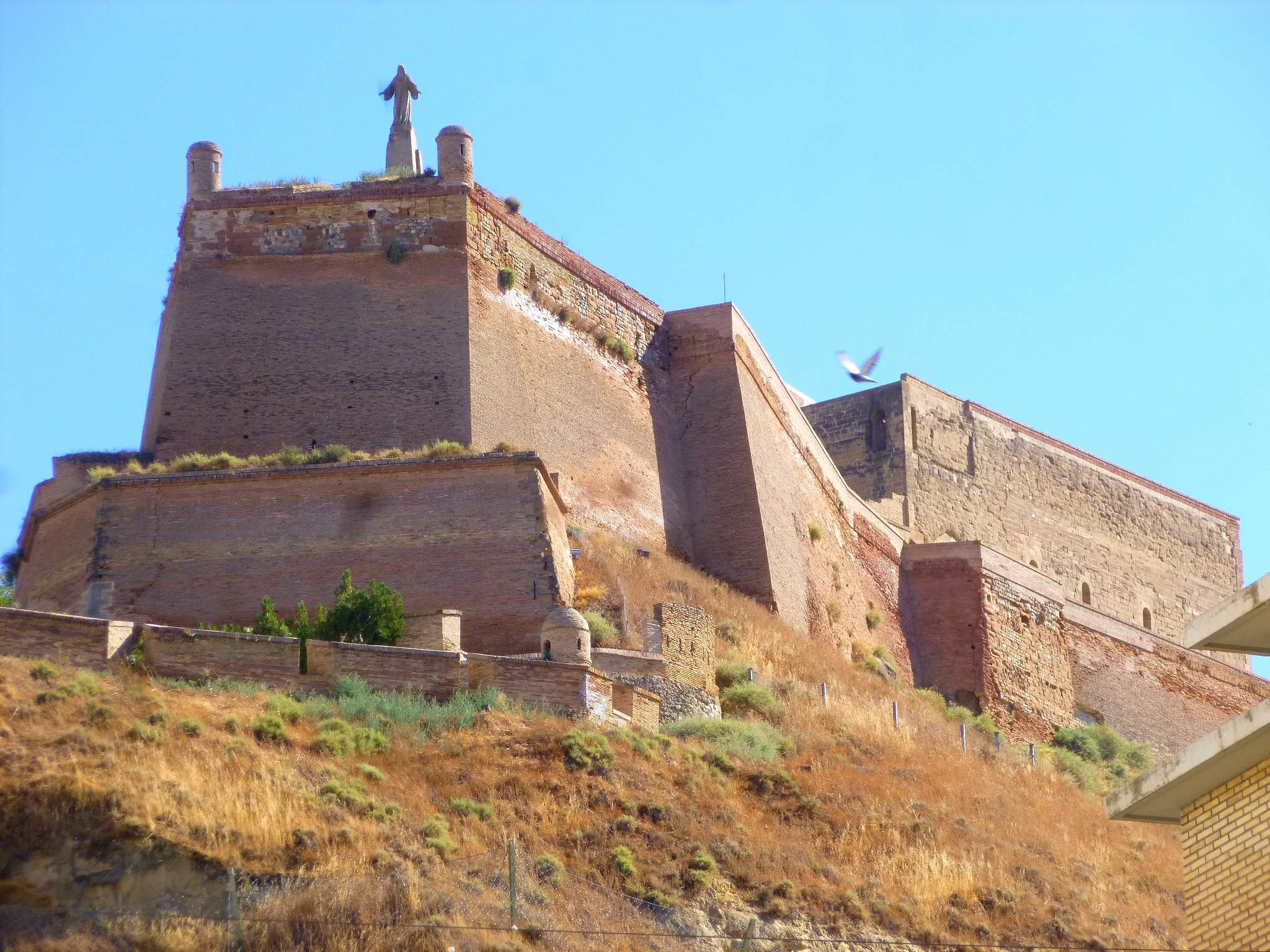
Castillo de Monzón

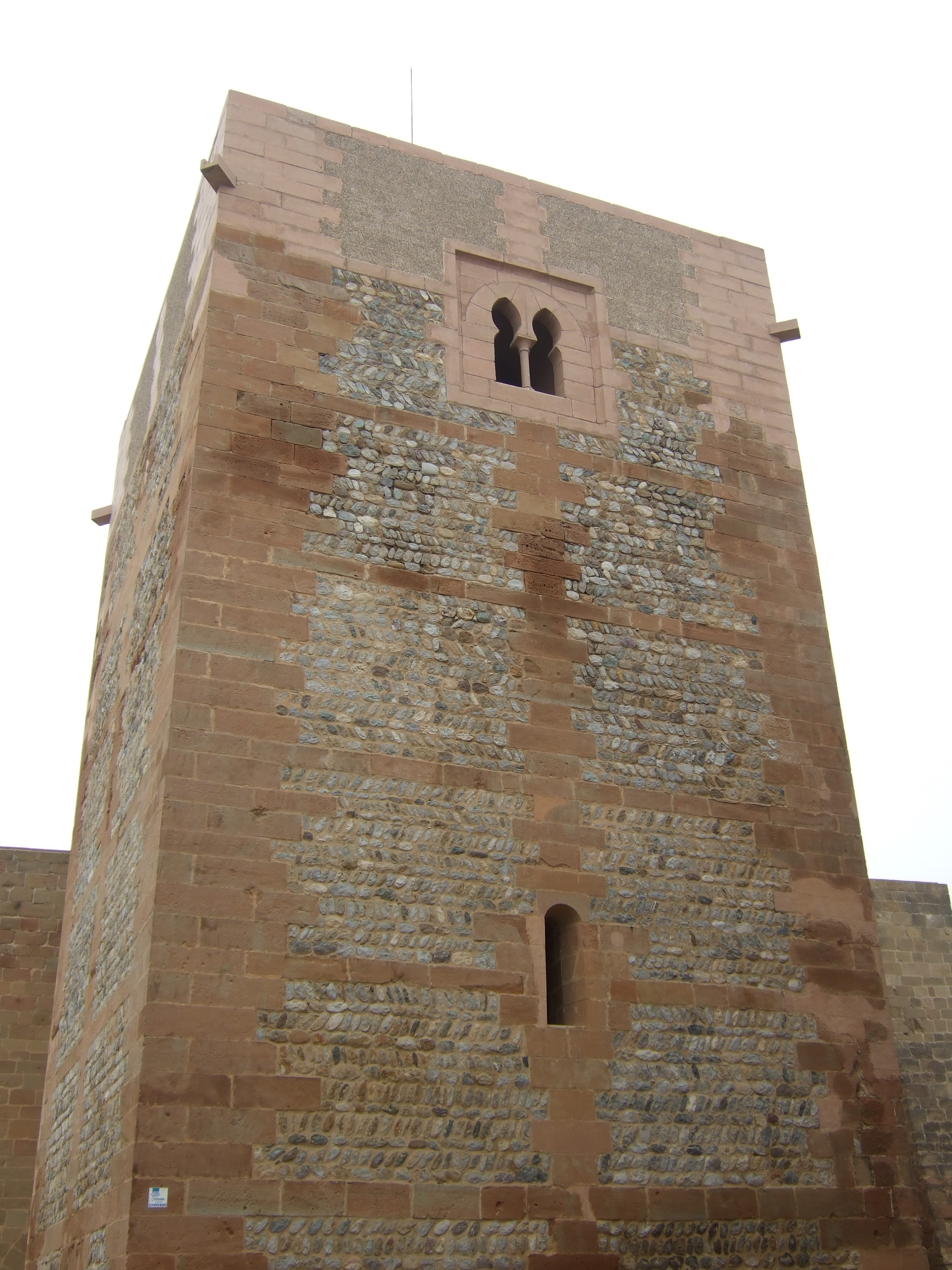
Bergfried (torre del homenaje)

Das Castillo de Monzón ist eine ursprünglich maurische, später jedoch christliche Festungsanlage oberhalb der Stadt Monzón auf dem Gebiet des ehemaligen Königreichs Aragón im Norden Spaniens. 

## Geschichte
Eine erste Festung auf der Spitze eines ca. 100 m hohen Felsens entstand während der Zeit des Kalifats von Córdoba im 10. Jahrhundert. Im Jahr 1089 eroberte der aragonesische König Sancho Ramírez im Rahmen der Reconquista das gesamte Gebiet. 54 Jahre später wurden die Höhenburg und ihr Umland der Kontrolle des Templerordens übergeben, der die Burg durch zusätzliche Mauern verstärken und durch Anbauten vergrößern ließ. Nach der Auflösung des Ritterordens zu Beginn des 14. Jahrhunderts nahm Jaime II. von Aragón die Burg ein, die jedoch – nach der Abdrängung des Islam nach Süden und der Vereinigung der Kronen Kastiliens und Aragóns durch die Eheschließung der Katholischen Könige im Jahr 1469 – ihre strategische Bedeutung verloren hatte. Während des Aufstands der Schnitter wurde die Burg in den Jahren 1642/43 belagert und vorübergehend eingenommen. Bis zum beginnenden 19. Jahrhundert wurde sie permanent verstärkt und von Garnisonen bewacht, was ihr jedoch während der französischen Besatzung nicht half. Am 15. Februar 1814 wurde sie von den Spaniern zurückerobert. Im Jahr 2017 wurde die Bausubstanz überprüft und gesichert.

## Architektur
Auf drei Seiten war die Burg von steilen Felsen geschützt; lediglich zur Stadtseite waren Mauer und später Bastionen vonnöten. Zentrum der Burg ist der in den Ecken durch Sandsteinquader verstärkte Bergfried (torre del homenaje) mit seinen nahezu fensterlosen Mauern in Fischgrätoptik; der ganz oben befindliche Wohnbereich wird durch ein Zwillingsfenster (ajimez) belichtet. Zur Wasserversorgung dienten Zisternen (aljibes). In einem blockhaft wirkenden kubischen Gebäude befindet sich die Iglesia de San Nicolás. Schönster Bauteil der Gesamtanlage ist der tonnengewölbte „Kapitelsaal“, der wohl auch als Burgkapelle diente.

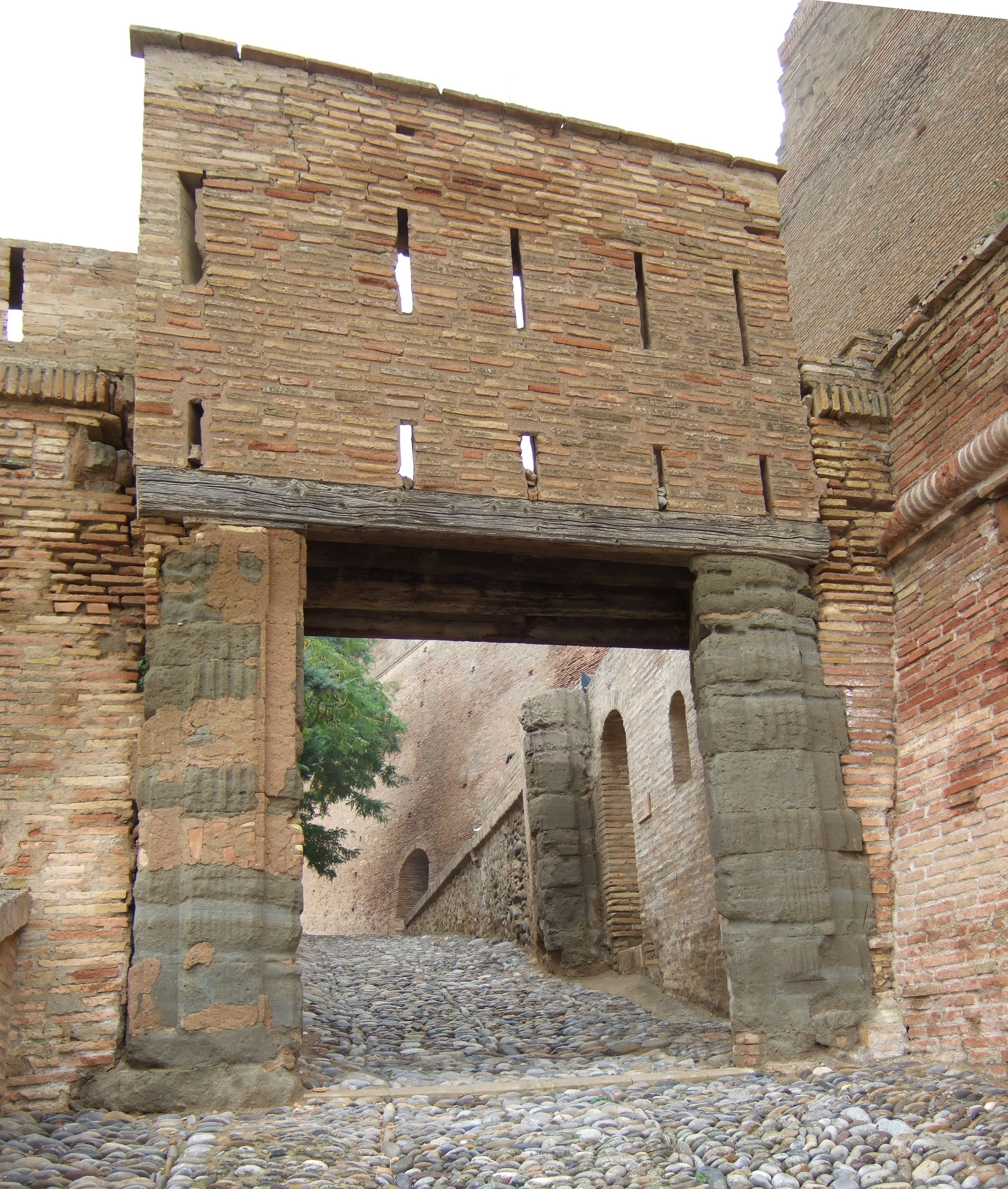
Burgtor
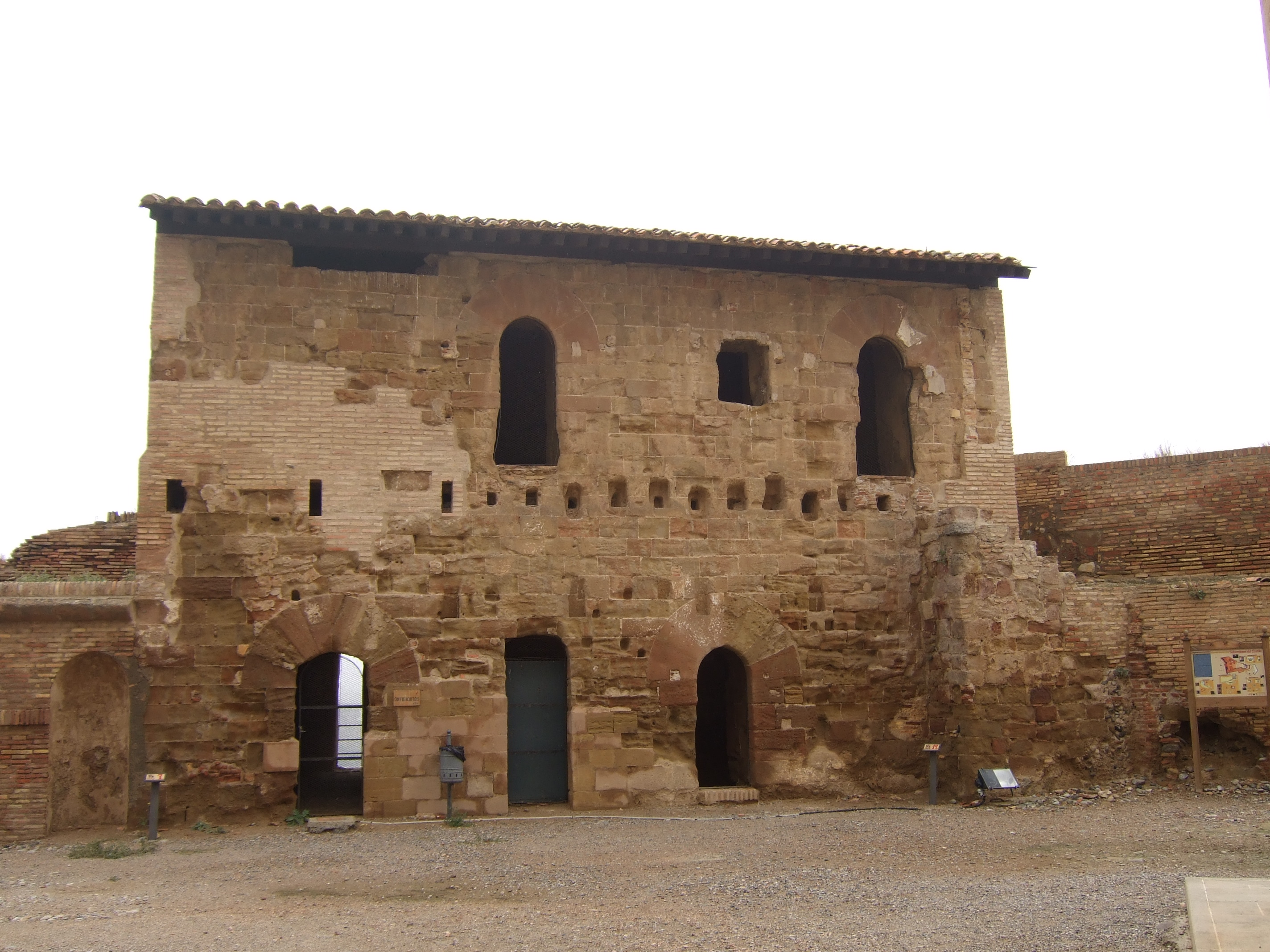
Schlaftrakt
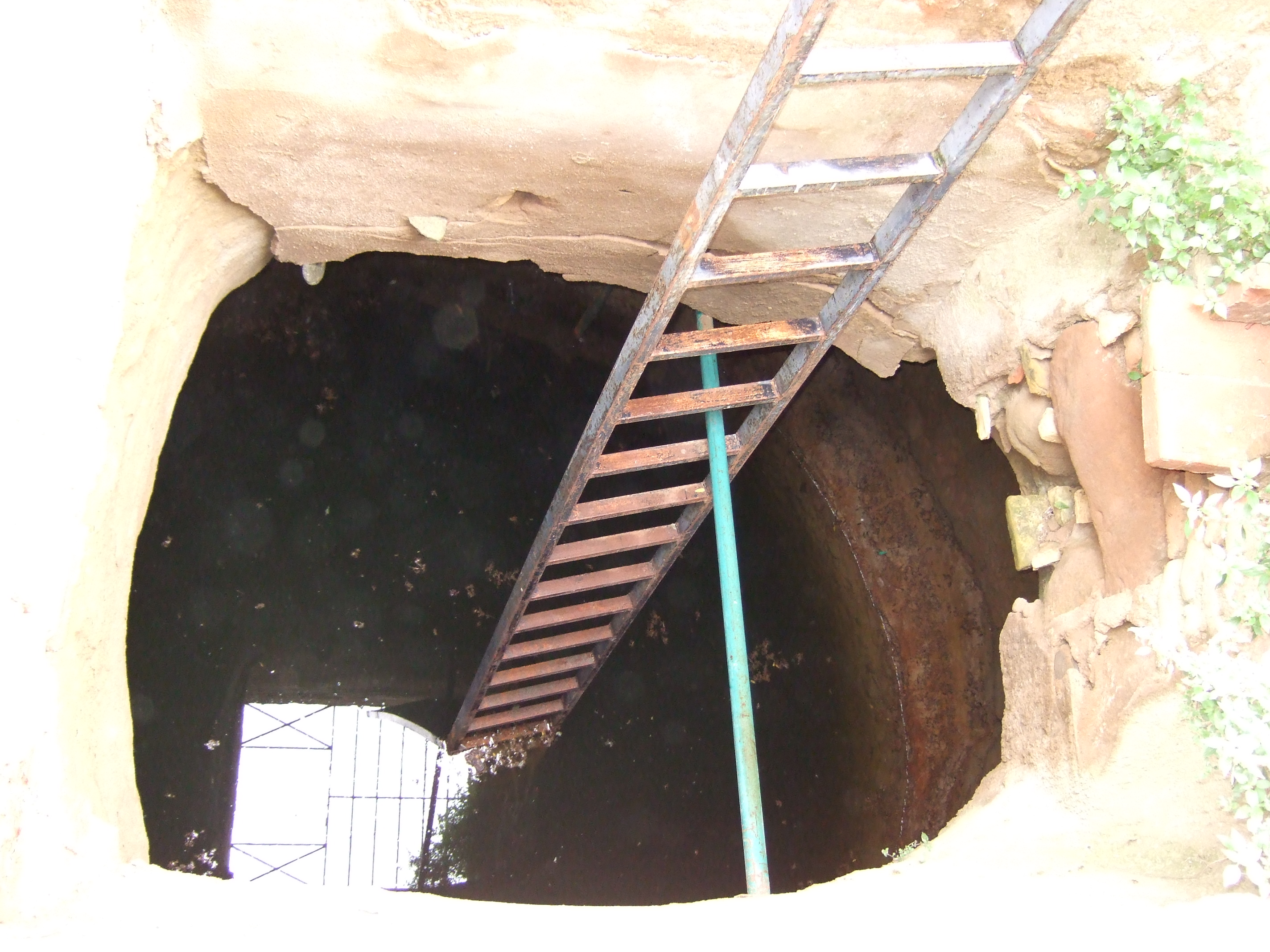
Zisterne
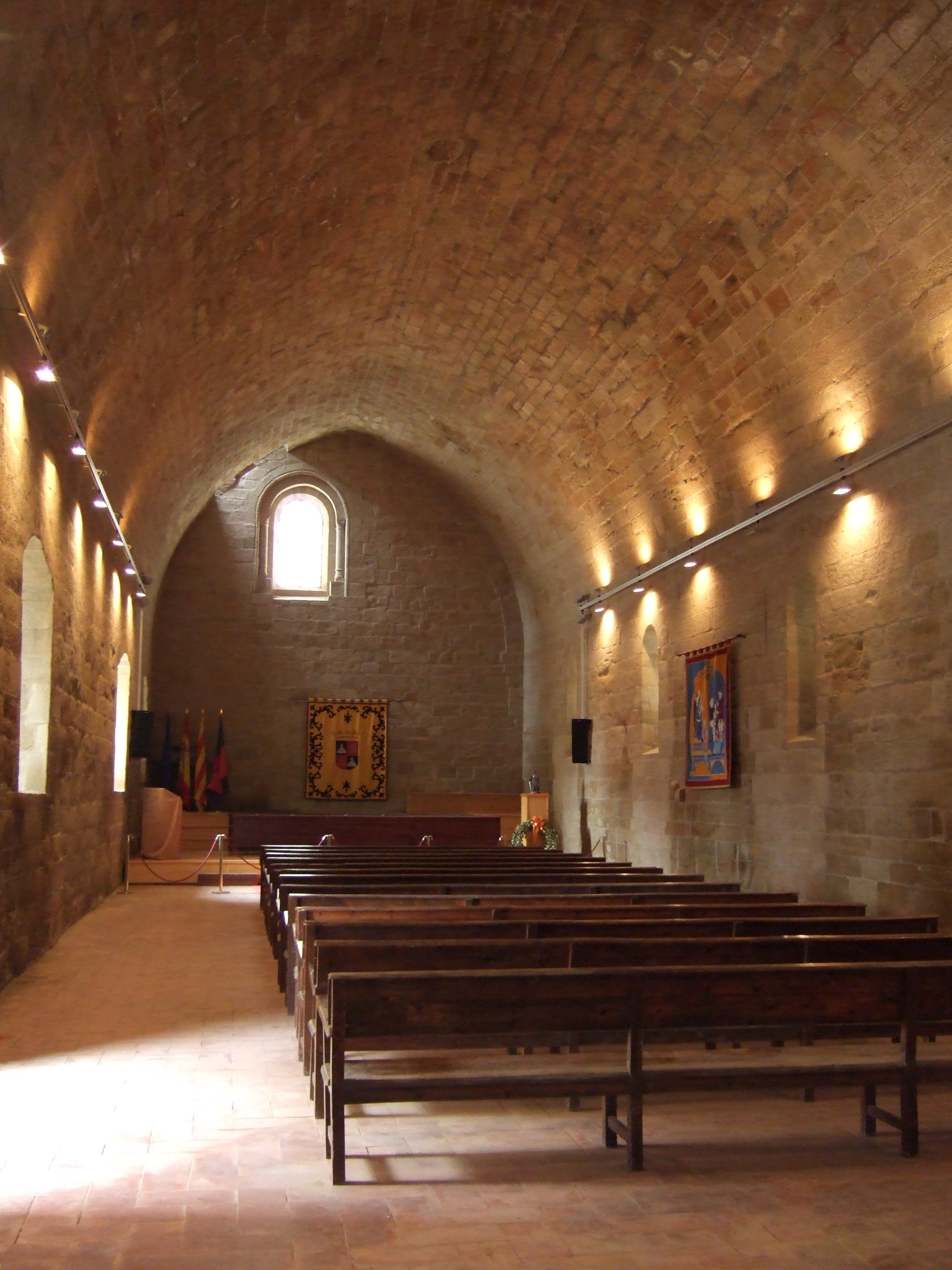
„Kapitelsaal“ oder „Kapelle“